# Shih Pei-Chun
Shih Pei-Chun (23 de Fevereiro de 1980) é uma judoca de  Taiwan que competiu nos Jogos Olímpicos de Verão de 2000 e nos Jogos Olímpicos de Verão de 2008.